# Cronologia da Mesoamérica
A cronologia da Mesoaméria divide a história da Mesoamérica pré-colombiana em vários períodos ou eras sucessivas, desde a mais antiga ocupação humana até ao início do período colonial, que se seguiu à colonização espanhola da América do norte

## Período Paleoíndio
O período (ou era) Paleoíndio (também chamado lítico), é o que se estende desde os primeiros sinais de ocupação humana na região até ao estabelecimento da agricultura e outras práticas (p.e. cerâmica, povoamentos permanentes) e técnicas de subsistência características de proto-civilizações. É o período dos caçadores-coletores.
Os estudiosos têm encontrado dificuldade em determinar exatamente quando o período lítico termina e o arcaico começa, mas geralmente está ligado às mudanças climáticas associadas à transição do Pleistoceno para as épocas do Holoceno.
O término deste período pode ser atribuída a aproximadamente 9.000 AP (há diferenças de opinião entre fontes que reconhecem a classificação), e a transição para o Período arcaico que se sucede não é bem definida.  

## Período Arcaico
O Período Arcaico é um período na cronologia mesoamericana que começa por volta de 8 000 a.C. e termina por volta de 2 000 a.C. e é geralmente dividido em período arcaico precoce, período arcaico médio e período arcaico tardio.
No período Arcaico havia caçadores-coletores que viviam num ambiente onde predominavam espaços abertos.

## Período Pré-Clássico ou Formativo

Locais arqueológicos mesoamericanos do período formativo.

O período pré-clássico ou formativo vai do século XX a.C. ao século III.
Aparecimento das cidades-estado e da primeira arquitectura cerimonial em grande escala, desenvolvimento das cidades. Desenvolvimento e apogeu da civilização olmeca em locais como La Venta e San Lorenzo Tenochtitlán. Primórdios das culturas zapoteca, de Monte Alto nas terras baixas da costa pacífica da Guatemala e da civilização maia. Importantes centros maias iniciais incluem Nakbé, El Mirador, San Bartolo, Cival e Takalik Abaj.

## Período Clássico

Locais arqueológicos mesoamericanos do período clássico.

O período clássico vai de meados do século III a inícios do século X
Teotihuacan torna-se uma metrópole e o seu império domina a Mesoamérica. Idade de ouro das cidades maias das terras baixas do sul como Tikal, Palenque e Copán.
No México Central, o período clássico terminou mais cedo, com a queda de Teotihuacan por volta do século VII, do que na área maia, onde se prolongou por vários séculos. Por esta altura, muitas das cidades das terras baixas do sul (sobretudo Tikal), passaram por um curto período de declínio, o chamado Hiato do Clássico Médio. O período seguinte de continuado desenvolvimento maia é por vezes designado como a Era Florescente.
No início do século XX, o termo Antigo Império era por vezes aplicado a esta época da civilização maia, em analogia com o Antigo Egipto; este termo é hoje considerado impreciso tendo caído em desuso.

## Período Pós-Clássico
Dá-se o colapso de muitas das grandes cidades e nações do período clássico, apesar de algumas continuarem sobretudo em Oaxaca, Cholula e as cidades maias do Iucatão como Chichén Itzá e Uxmal. Este período é por alguns visto como um período de caos e guerras. Os toltecas dominam o México Central durante algum tempo (séculos XI-XIII) e logo se desvanecem. Os maias do norte unem-se durante algum tempo sob o domínio de Mayapan. O império Asteca ergue-se no início do século XV e parece estar em vias de dominar toda a região, algo que não acontecia desde os tempos de Teotihuacan, quando a Mesoamérica é descoberta pela Espanha e conquistada pelos conquistadores.
Ao florescimento tardio dos maias do norte chamava-se Novo Império no princípio do século XX, mas hoje em dia este é um termo considerado desapropriado e não mais usado.
O período pós-clássico continuou até à conquista do último estado indígena independente da Mesoamérica, Tayasal, em 1697.